# Shugendō
Shugendō (修験道) é uma forma de budismo originária do Japão, formado por elementos sincréticos de diversas tradições religiosas, dentre elas o xintoísmo, o taoismo e crenças animistas pré-budistas. É hoje uma escola do Mikkyo (budismo esotérico japonês), podendo ser considerado tanto como uma ordem independente ao lado do Shingon e do Tendai, bem como uma sub-ordem dentro de uma destas escolas.
O termo Shugendō pode ser traduzido como "caminho (道) de poder espiritual (験) pela ascese (修)", ou seja, uma forma de aquisição de poderes espirituais (de cura, de adivinhação, etc.) através de práticas ascéticas severas realizadas nas montanhas, como jejuns, marchas prolongadas, ascese em cachoeiras, retiros em cavernas e outras mais.

## Seguidores
Os praticantes do Shugendō são chamados de shugenja (修験者) ou yamabushi (山伏), que significa "(aquele) que se prostra (伏) na montanha (山)”, devido às práticas ascéticas realizadas nos montes sagrados. “Bushi” (伏) é por vezes confundido com “guerreiro” (escrito 武士).
A participação feminina no Shugendō não é proibida, embora a entrada de mulheres no monte Ōmine (um dos mais sagrados do Shugendō) seja até hoje interditada.
Tradicionalmente, atribui-se sua criação a En-No-Gyōja (séc. VII-VIII).

## Locais de culto
Os locais mais sagrados do Shugendō são: o monte Ōmine (大峰山), o monte Yoshino (吉野山), ambos na prefeitura de Nara, e os três montes de Dewa, na prefeitura de  Yamagata.
As figuras ligadas ao Shugendō mais popularmente conhecidas na cultura japonesa são o monge-guerreiro Benkei (弁慶, protagonista da peça de kabuki intitulada Kanjinchō) e os Tengu (天狗), entidades mágicas que habitam as montanhas e que podem ocasionalmente transmitir ensinamentos aos humanos, como Sōjōbō (rei dos tengu que ensinou técnicas de manejo de espada a Yoshitsune).